# Og Mandino
Augustine „Og“ Mandino II (12. prosince 1923, Framingham, USA – 3. září 1996, Antrim, USA) byl americký spisovatel. Proslavila ho kniha Největší obchodník na světě, které se po celém světě prodalo více než 50 milionů a která byla přeložena do více než 25 jazyků.

## Život
Na střední škole byl Mandino editorem středoškolského časopisu a plánoval, že na univerzitě v Missouri bude studovat žurnalistiku. V roce 1940, když mu bylo 17 let, však na infarkt zemřela jeho matka. Rozhodl se tak pracovat v papírně. V roce 1942 vstoupil k letectvu Spojených států. Za druhé světové války se tak jako bombometčík na letounu B-24 Liberator zúčastnil 30 útočných misí nad Německem. Jeho pilotem přitom býval americký herec James Stewart.
Po válce nemohl Mandino najít práci, a stal se tak podomním prodejcem pojištění. Usilovně se snažil prodávat pojistky, aby se zvládl uživit a platit hypotéku, ale bylo to pro něj utrpení a nacházel se „jen pár kroků před vymahači dluhů“. Nakonec přišel o práci, domov, odešla od něj žena i s dcerou. Propadl alkoholu, uvažoval o sebevraždě. K životu ho vrátily knihy. Začal navštěvovat veřejné knihovny po celých Spojených státech – protože to bylo zdarma a bylo v nich teplo... Přečetl stovky knih. Přelom v jeho životě znamenala kniha W. Clementa Stonea a Napoleona Hilla Pozitivním přístupem k dosažení úspěchu, na kterou narazil v knihovně v Concordu v New Hampshire.
W. Clementa Stonea natolik obdivoval, že pro něj začal pracovat v jeho firmě Combined Insurance Company, kde už zaznamenal obchodní úspěch. Zásadní změnu v jeho životě však znamenala povídka, kterou publikoval v časopise Success Unlimited. Vydavatel Fred Fell mu navrhl, aby povídku rozpracoval na knihu – tak vznikl Největší obchodník na světě. Mandino knihu z vděčnosti dedikoval právě Stoneovi. Ten byl knihou tak zaujat, že objednal 10 tisíc výtisků pro všechny své zaměstnance i akcionáře.
Mandino se tak postupem času stal úspěšným spisovatelem a přednášejícím. Jeho práce byly inspirovány Biblí, kromě W. Clementa Stonea a Napoleona Hilla jej ovlivnil mj. také Emmet Fox.